# Parque nacional de Amboseli
El parque nacional de Amboseli (del inglés: Amboseli National Park) se encuentra en el condado de Kajiado, Kenia. El parque tiene 39 206 hectáreas (392 km²) en el centro de un ecosistema de 8000 km², que se propaga a través de la frontera internacional entre Kenia y Tanzania. La gente local son principalmente los masái, pero la gente de otras partes del país se han asentado allí atraídos por el éxito turístico impulsado por la economía y la agricultura intensiva a lo largo del sistema de pantanos que hacen de esta zona de baja precipitación (promedio de 350 mm) una de las mejores experiencias de observación de la fauna del mundo, con 400 especies de aves, incluyendo aves acuáticas, pelícanos, y 47 tipos de aves rapaces.
En 1991 fue declarado reserva de la biosfera.

## Galería de imágenes

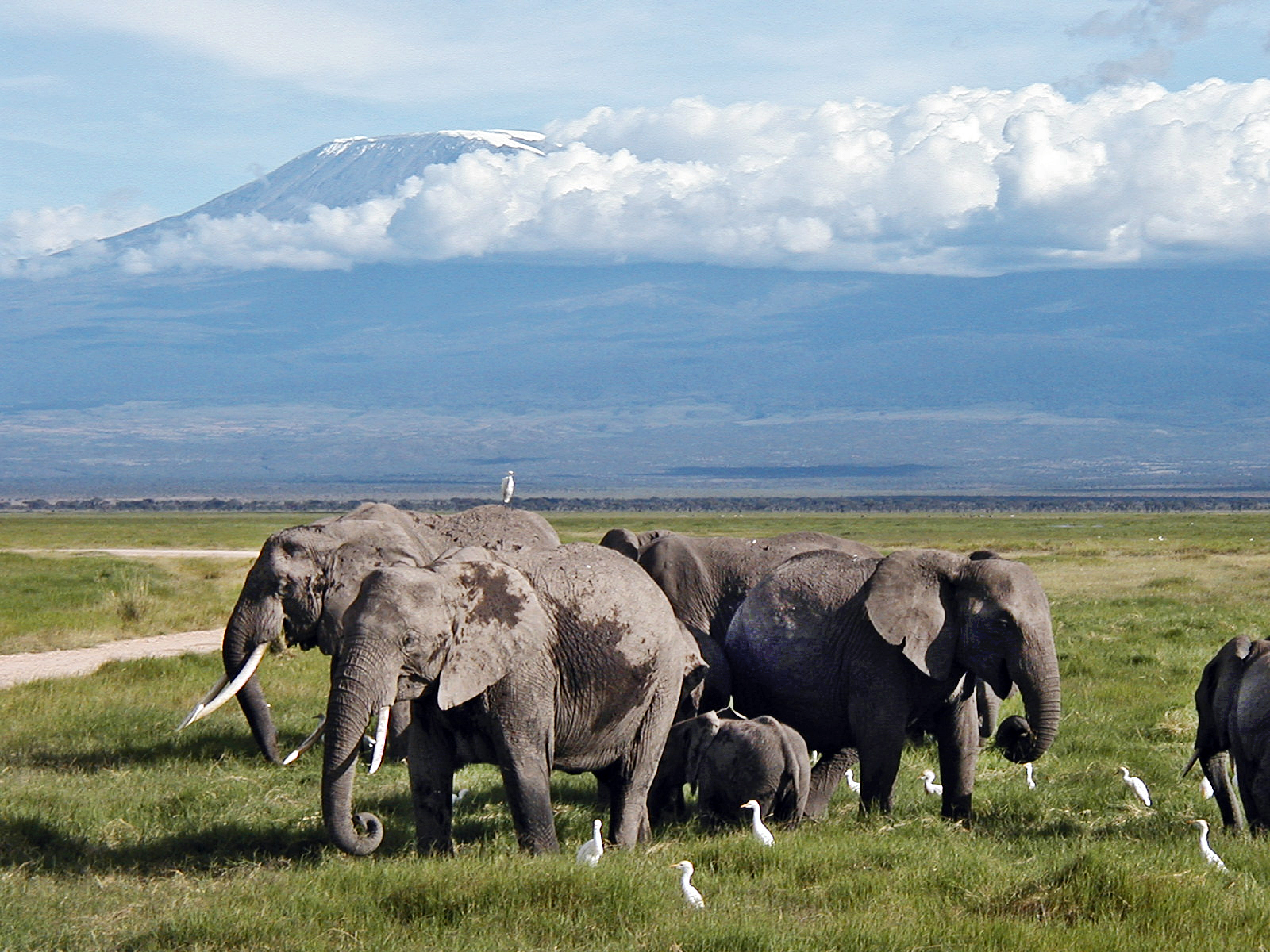
Vista hacia el sur, con elefantes y el Kilimanjaro al fondo.
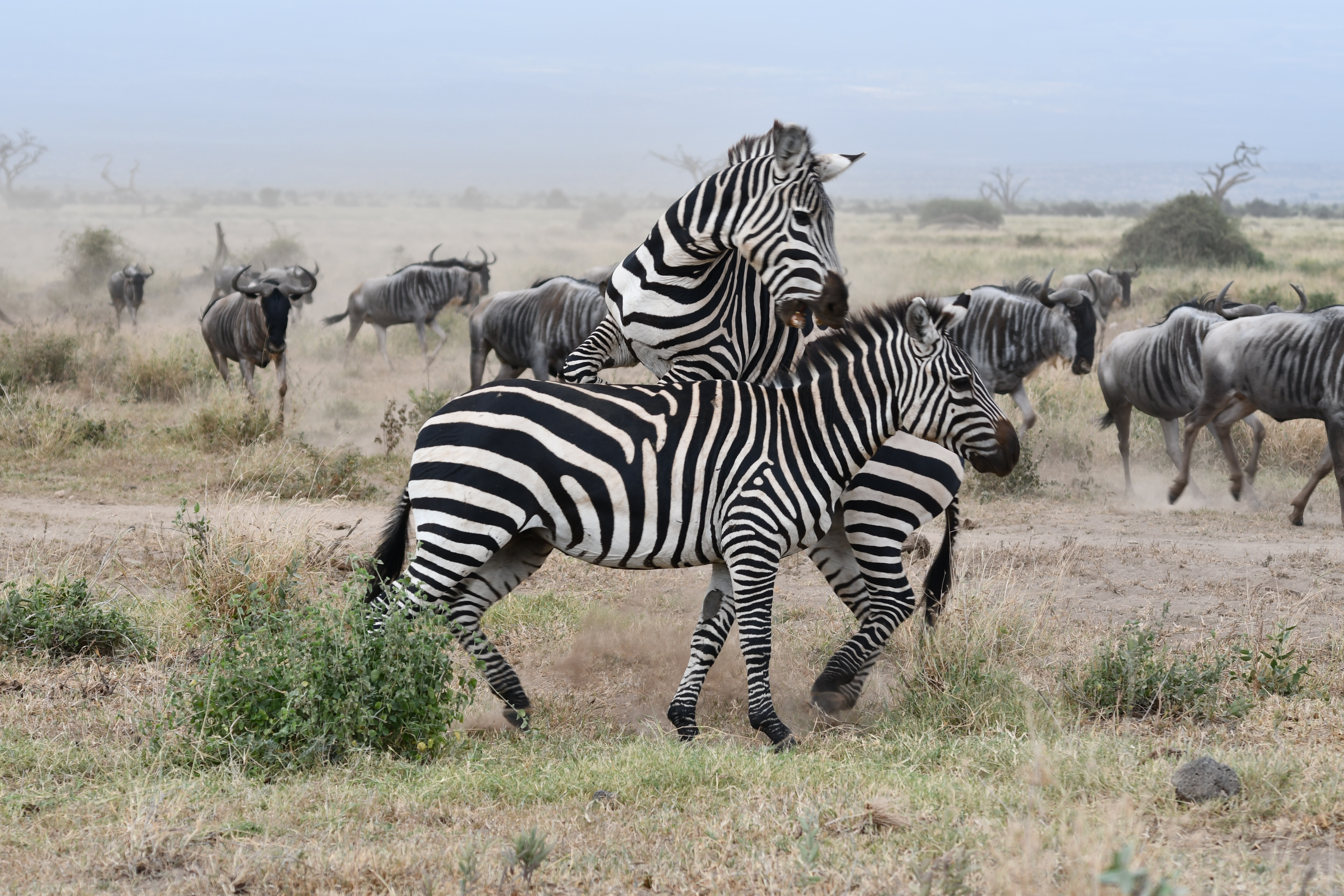
Cebras jugando en el parque.
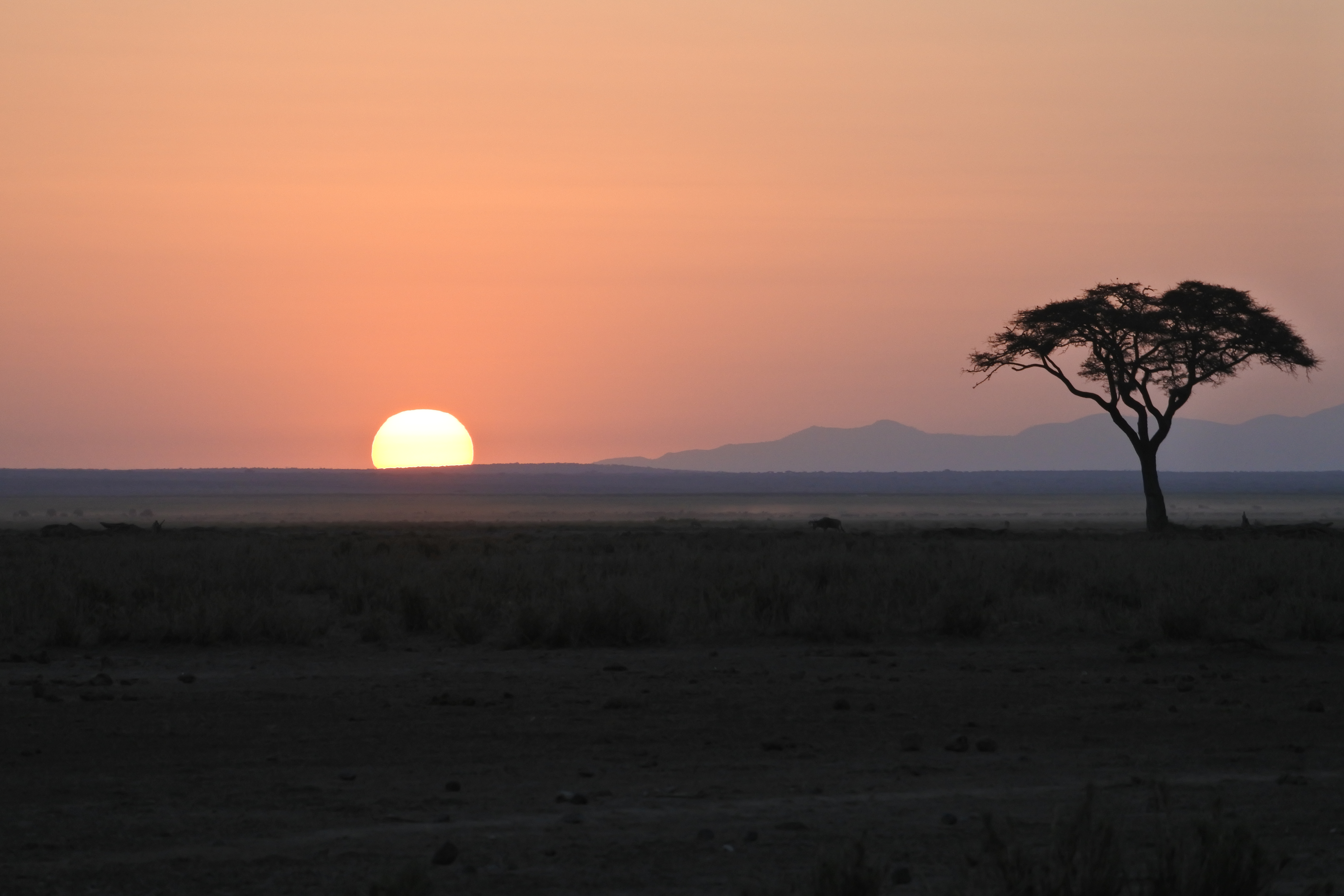
Caída del sol.